# Абсциса
Абсцисата (от лат. linea abscissa – „отрязана линия“) е първата правоъгълна координата на една точка в афинна координатна система, когато се определя точка върху права, от равнина или в пространството. Стандартното означение на абсцисата е x.
Абсцисата се определя от абсцисната ос, която е хоризонтално разположената права от правоъгълната координатна система. Тя се пресича в нулевата точка от ординатната ос (от лат. linea ordinata – „подредена линия“ в смисъла на ‚координирана‘ или ,съотнесена‘ линия).